# Musique classique (chaîne de télévision)
Musique Classique est une ancienne chaîne de télévision musicale française éditée par AB Groupe et consacrée à la musique classique ayant émis entre 1996 et 2007.

## Histoire
Le 15 octobre 2007 à 10h00, la chaîne cesse sa diffusion pour laisser place à Ciné First, laquelle est également arrêtée en 2010.

## Identité visuelle

### Logo

Logo de Musique Classique du 2 avril 1996 au 15 octobre 2007.

## Organisation
La chaîne a été dirigée par Jean-Michel Fava[réf. souhaitée].

## Programmes
Le programme est alors constitué de concerts classiques, d'opéras, d'œuvres lyriques et de magazines (À livret ouvert...).

## Diffusion
Musique Classique est diffusée sur le bouquet AB Sat, quelques réseaux câblés dont Noos-Numericable (voir aussi Numericable et des opérateurs ADSL comme Freebox TV.